# Acatlán de Osorio
Acatlán de Osorio är en ort i Mexiko.   Den ligger i kommunen Acatlán och delstaten Puebla, i den sydöstra delen av landet, 180 km sydost om huvudstaden Mexico City. Acatlán de Osorio ligger 1 185 meter över havet och antalet invånare är 16 292.
Terrängen runt Acatlán de Osorio är kuperad österut, men västerut är den platt. Acatlán de Osorio ligger nere i en dal. Runt Acatlán de Osorio är det ganska tätbefolkat, med 75 invånare per kvadratkilometer. Acatlán de Osorio är det största samhället i trakten. I omgivningarna runt Acatlán de Osorio växer huvudsakligen savannskog.